# San Massimo
San Massimo är en ort och kommun i provinsen Campobasso i regionen Molise i Italien. Kommunen hade 834 invånare (2018).